# Rio Ituxi
O rio Ituxi é um curso de água que banha o estado do Amazonas, no Brasil e banha o município de Lábrea.
Desagua no rio Purus.